# WashTec
Die WashTec AG ist ein Hersteller von Fahrzeugwaschanlagen mit Hauptsitz in Augsburg. Das Unternehmen erreichte im Geschäftsjahr 2023 mit 1.687 Mitarbeitern einen Umsatz von 489,5 Mio. Euro und hat damit einen neuen Höchstwert erzielt. Die WashTec AG hat Tochtergesellschaften sowie Handelspartner in rund 80 Ländern. Kernmarkt ist Deutschland mit einem Umsatzanteil von 40 Prozent. Das Unternehmen ist im Marktsegment Prime Standard an der Frankfurter Börse gelistet.

## Geschichte

### Geschichte von Kleindienst

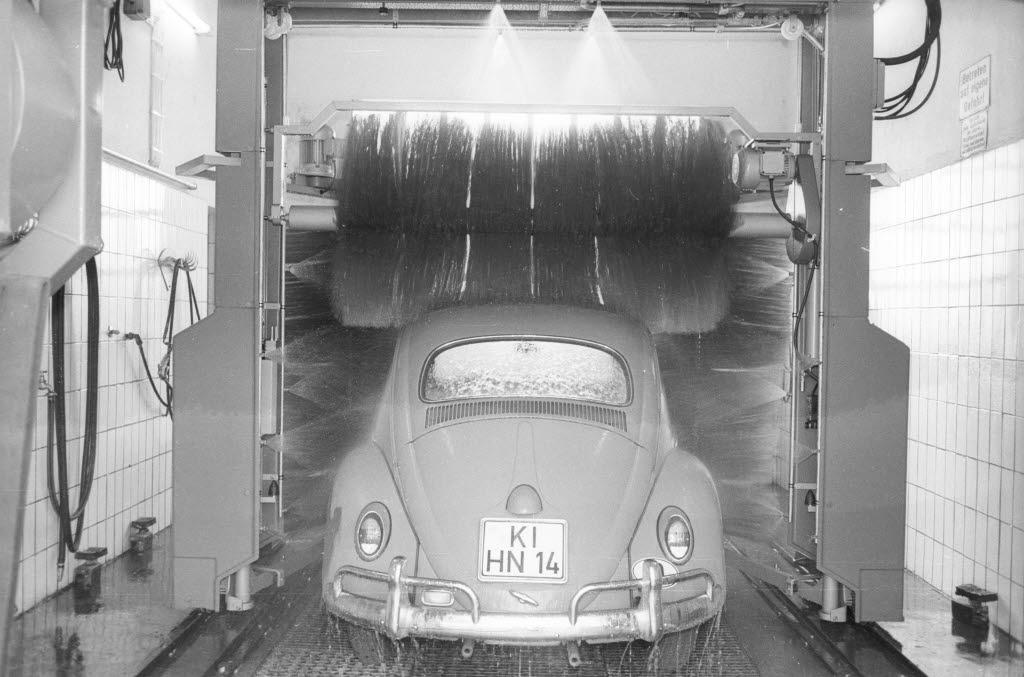
Eine Kleindienst-Portalanlage im Mai 1968 in Kiel

Das ursprüngliche Unternehmen, die Kleindienst GmbH & Co. KG, wurde 1885 von Hans Kleindienst in Augsburg gegründet. Es stellte Anlagen für Großwäschereien her und produzierte später zusätzlich Aufzüge. Durch die Entwicklung von neuen Maschinen, die zu einer Arbeitserleichterung in den Wäschereien führte, expandierte Kleindienst in den folgenden Jahren. Nach der Jahrhundertwende zog das Unternehmen vom Kurzen Sachsengässchen auf ein größeres Gelände einer insolventen Gießerei in der Argonstraße in Augsburg, das Gelände wurde 1902 erworben. Während des Zweiten Weltkrieges wurden die Betriebsgebäude weitestgehend zerstört. Hans Kleindienst jun. setzte die Produktion der Wäschereimaschinen fort und entwickelte eine neue Karussellpresse für Waschmaschinen.
Mit der Massenfertigung von Personenkraftwagen änderte die Kleindienst GmbH & Co. KG 1963 ihre Tätigkeitsfelder und entwickelte und produzierte Waschstraßen und -anlagen. Im selben Jahr wurde das erste Portalanlagen-Modell mit drei Walzen vorgestellt, das bis heute beibehalten wurde, 1967 folgte die erste Portalanlage nach gleichem Vorbild für Nutzfahrzeuge. Mit der ersten Kettenwaschanlage entwickelte Kleindienst die erste Waschstraße. Weitere Entwicklungsschritte folgten 1969 mit der ersten Portalanlage mit Trocknerfunktion (Modell Combi Typ 6-269) sowie im Jahr 1976 mit der ersten Portalanlage, bei der auch die Räder des Fahrzeuges gezielt gereinigt wurden (Modell Super-Polish Combi). Im Jahr 1984 beschäftigte das Unternehmen über 1.100 Mitarbeiter und erwirtschaftete gut 170 Millionen DM Umsatz.
Beim EC 2000 genannten Modell konnte erstmals Daten der Anlage am Computer ausgelesen werden.
Im Jahr 1988 übernahm die Osorno-Investorengruppe das Unternehmen California Rohé GmbH, im Jahr 1990 folgte die Kleindienst Autowaschtechnik GmbH. 1996 kam es zur Übernahme von Kleindienst durch die Rohé Gruppe und folglich zu einer Fusion zwischen Kleindienst und California Rohé. Die neu gegründete California Kleindienst GmbH setzte den Waschanlagenbau fort.

### Geschichte von Wesumat
Am 8. August 1962 wurde die erste selbsttätige Waschanlage für PKW unter der Nummer DE 1187943 A angemeldet. Entworfen wurde das Modell Wesumat 1 von Gebhard Weigele und Johann Sulzberger. Der Name des Modells und des Unternehmens Wesumat Autowaschanlagen GmbH ist dabei als Zusammensetzung aus den Nachnamen der Erfinder (Weigele, Sulzberger) und dem Wort Automat zu verstehen. Das Modell war bis Mai 1964 bereits rund 100 mal in Deutschland vertreten.
Das Modell Wesumat 1 war dabei eine auf Schienen montierte Konstruktion, die aus einer Dach- und einer Seitenwalze bestand und sich kreisförmig um das Auto herum bewegte, für die Wäsche benötigte die auch „Rundläufer“ genannte Anlage zwei Minuten. Im Jahr 1965 entwickelte man die erste münzbetriebene Waschstraße und begann fünf Jahre später mit der eigenen Fertigung von Waschstraßen. 1973 wurde das Unternehmen in zwei Bereiche (Vertrieb in Düsseldorf, Produktion in Augsburg) geteilt und 1985 am Standort in Augsburg wieder zusammengeführt. In den folgenden Jahren entwickelte Wesumat verschiedene Produkte, darunter das Modell Soft Wash (später Fortführung, mit Anpassungen, als Soft Care unter WashTec) und Juno, ein Modell, dass anstatt einer mit zwei Dachwalzen aufwartete. 1994 folgte mit Scan Wash das erste Hochdruckportal ohne Bürsten, im Jahr 1997 wurde das Unternehmen in die Wesumat Holding AG umgewandelt und ging an die Börse.

### Gründung von WashTec

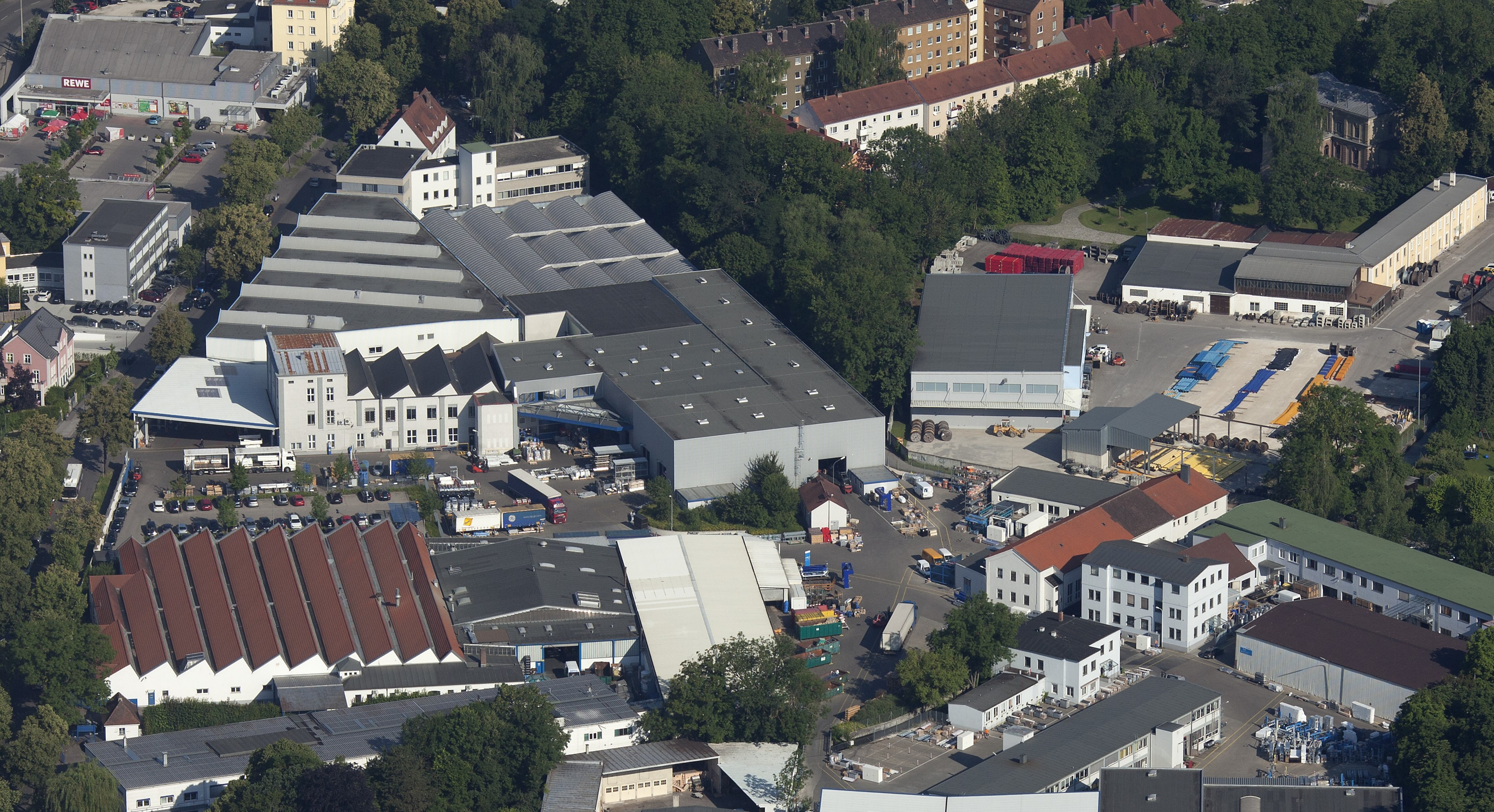
Eine Luftaufnahme des WashTec Firmengeländes am Stadtrand der Augsburger Altstadt.

Mit der Fusion von California Kleindienst mit Wesumat entstand im Jahr 2000 die WashTec AG, zwei Jahre später folgte das erste eigens entwickelte Modell der Reihe Soft Care. Im Jahr 2008 erwarb die WashTec AG den Waschchemie-Hersteller AUWA-Chemie GmbH.
Das Produktsortiment der WashTec AG umfasst Portalwaschanlagen für Pkw, Nutzfahrzeug-Waschanlagen, Selbstbedienungswaschtechnik, Waschstraßen, Wasseraufbereitungsanlagen sowie Waschchemie. Im technischen Bereich entwickelt die Unternehmensgruppe auch Software für das Management von Waschanlagendienstleistungen.

## Ehemalige Produkte

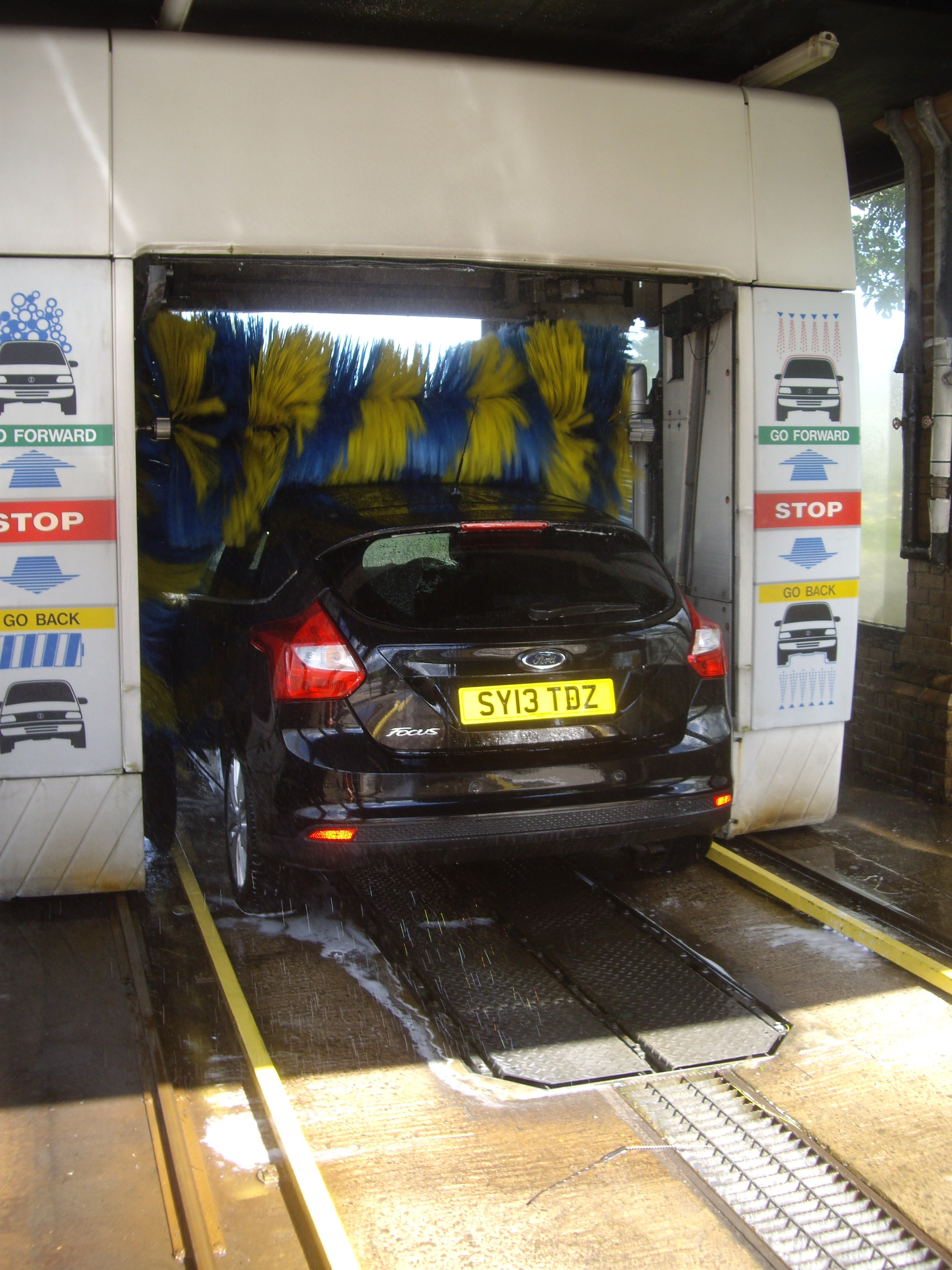
Eine CK45 während des Waschvorgangs

### California Kleindienst
- CK45 (zuvor C45): Drei-Walzen-Portal, auch als Doppel- und Takt-Portal ausführbar[11]
- CK30: Drei-Walzen-Portal[12]

### Wesumat
- soft wash: Drei-Walzen-Portal, auch als Takt-, als soft wash duo als Doppelportal ausführbar[13]
- janus: Sechs-Walzen-Portal („Zwillingsportalwaschanlage“; vier Seitenwalzen, zwei Dachwalzen)[13]
- juno: Vier-Walzen-Portal (zwei Seitenwalzen, zwei Dachwalzen); wird als Soft Care Juno bei WashTec fortgeführt[13]
- soft polish: Polierportal[13]

## Logos

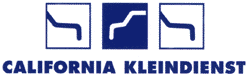
Ehemaliges Logo von California Kleindienst
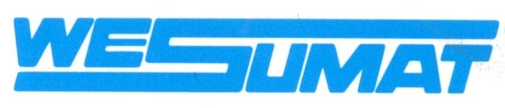
Ehemaliges Logo von Wesumat
Logo von WashTec